# Oestroderma xizangensis
Oestroderma xizangensis är en tvåvingeart som beskrevs av Fan 1982. Oestroderma xizangensis ingår i släktet Oestroderma och familjen styngflugor. Inga underarter finns listade i Catalogue of Life.